# Oryctina pedunculata
Oryctina pedunculata là một loài thực vật có hoa trong họ Loranthaceae. Loài này được (Kuijt) Kuijt mô tả khoa học đầu tiên năm 1991.